# گای دیوید
گای دیوید (به انگلیسی: Guy David) (۲۵ ژوئیهٔ ۱۹۴۷ – ۳۰ اوت ۲۰۰۸) بازیکن فوتبال اهل فرانسه بود.
از باشگاه‌هایی که در آن بازی کرده‌است می‌توان به مارتیج، باشگاه فوتبال کن و لوروش اشاره کرد.
پس از دوران بازیکنی، گای دیوید مربی تیم‌های فِرِجوس سن رافائل، تولون، بوویه، باشگاه فوتبال لو آور، باشگاه فوتبال کان، باشگاه فوتبال رن، باشگاه فوتبال نیس، مارتیج، باشگاه فوتبال سیون و کریتیل بود.
دیوید پس از یک بازی تیم تی‌اس‌فرجوس، به دلیل سکته قلبی درگذشت.